# Tramonti di Sopra
Pour les articles homonymes, voir Tramonti (homonymie).
Tramonti di Sopra (Tramonç Disore en frioulan standard, Vildisora en frioulan occidental) est une commune italienne de la province de Pordenone, située dans la Val Tramontina des Dolomites Frioulanes (UNESCO), dans la région autonome du Frioul-Vénétie Julienne.

## Administration
| Période                                  | Période  | Identité        | Étiquette          | Qualité |
| ---------------------------------------- | -------- | --------------- | ------------------ | ------- |
| 08/06/2009                               | En cours | Antonino Titolo | Uniti per la Valle |         |
| Les données manquantes sont à compléter. |          |                 |                    |         |

Depuis le 25 mai 2014, Urban Giacomo, Liste Civica Tramonti di Sopra.

### Hameaux
Barbeadis, Cessa, Chiampei di Sopra e di Sotto, Chiarzuela, Chiavalir, Chievolis, Clez, Curs, Da Prat, Frasseneit di Sopra e di Sotto, Inglana, Malandrai, Maleon, Paisa, Posplata, Pradis di Tramonti, Pradiél, Quas, Redona, Rutizza, Selva, Somp Cleva, Staleros, Staligial, Tranconere, Val, Valentinis, Zatti.

## Personnalités
Sante Vallar (1893-1951) est né à Tramonti di Sopra. Puis il a habité à Solimbergo (hameau de la commune de Sequals) avant de partir en France travailler comme mosaïste chez Pietro Favret à Nevers. En 1923, il créera son entreprise de mosaïque à Tours, où il restera jusqu'à son décès en 1951.

### Communes limitrophes
Claut, Forni di Sotto, Frisanco, Meduno, Socchieve, Tramonti di Sotto.